# دیورا برد
دیورا لین برد (به انگلیسی: Diora Lynn Baird) (زاده ۶ آوریل ۱۹۸۳) بازیگر و مانکن آمریکایی است. او در فیلم‌هایی مانند مهمانان ناخوانده، کشتار با اره برقی در تگزاس: سرآغاز، دختر بهترین دوست من، هنرمند درجه یک، مهمانان ناخوانده عروسی، اجازه دهید بازی شروع شود و معما ایفای نقش کرده‌است.

## زندگی‌نامه
برد در نوجوانی به اصرار مادرش وارد کلاس بازیگری شد تا بتواند بر گوشه‌گیری غلبه کند. در ۱۷ سالگی به لوس آنجلس نقل مکان کرد تا وارد حرفهٔ بازیگری شود. در طول مدتی که به دنبال نقشی در دنیای نمایش بود در فروشگاه لباس گپ و همچنین به عنوان معلم پیش‌دبستان، گارسون و دلقک مهمانی بچه‌ها مشغول به کار بود. سپس به عنوان مانکن وارد دنیای مد شد، از جمله برای گس کار کرد. پس از اینکه تصویر او در آگوست سال ۲۰۰۵ روی مجلهٔ پلی بوی چاپ شد، توجه بیشتری را به خود جلب کرد.

## زندگی هنری
برد در سال ۲۰۰۴ وارد دنیای نمایش شد. در ابتدا در فیلم‌هایی با بودجه اندک، مثل مغزبندها ایفای نقش کرد، همچنین به عنوان هنرپیشه مهمان در سریال درو کری بازی کرد. بازی در یک نقش فرعی در فیلم مهمانان ناخوانده موجب شد تا از او برای بازی در فیلم‌های بیشتری مثل قبولی و کشتار با اره برقی در تگزاس دعوت شود. در سال ۲۰۰۹ در فیلم پیشتازان فضا به کارگردانی جی. جی. آبرامز، در نقش کوچکی بازی کرد اما در مرحلهٔ تدوین صحنه‌های مربوط به او حذف شد.
تاکنون عکس‌های برد در مجلات مختلفی از جمله پلی بوی، اف.اچ.ام. و ماکسیم چاپ شده‌است. او همچنین یکی از صداپیشگان بازی ویدئویی صورت زخمی بوده‌است.
برد در سریال‌های مختلفی به عنوان هنرپیشه مهمان به ایفای نقش پرداخته که از مهم‌ترین آنها می‌توان به دونفر و نصفی، کوسه و روز بزرگ اشاره کرد.